# Oyen (Alberta)

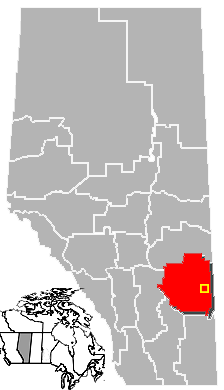
Localização de Oyen em Alberta.

Oyen é um município canadense localizado na província de Alberta, próximo à fronteira com Saskatchewan, ao norte da cidade de Medicine Hat. Sua população, em 2005, era de 1.101 habitantes.